# William Rémy
William Rémy (Courbevoie, 4 aprile 1991) è un calciatore francese, difensore del Budoni.

## Carriera

### Club
Entra a far parte del settore giovanile del Lens nel 2002; nel 2008-2009 disputa con la squadra riserve lo Championnat de France amateur, mentre debutta in prima squadra il 13 ottobre 2008 in una partita di Ligue 2 contro il Guingamp, subentrando negli ultimi otto minuti del match.
Disputa il CFA con il Lens anche nel 2009-2010, mentre per la stagione 2010-2011 viene ceduto in prestito all'US Créteil in terza divisione, dove colleziona 21 presenze mettendo a segno un gol.
Tornato al Lens al termine del prestito, nella stagione 2011-2012 colleziona 16 presenze in Ligue 2 con un gol. Alla fine della stagione si conclude il contratto con il Lens e da svincolato firma un contratto di tre anni con il Digione.
Il 26 giugno 2015, in scadenza di contratto, passa al Montpellier, con cui firma un contratto triennale.

### Nazionale
Ha preso parte con la Nazionale francese Under-17 all'europeo del 2008, giungendo fino alla finale persa contro la Spagna. Nella fase a gironi della competizione ha anche segnato un gol, sempre contro la Spagna.

## Palmarès

### Club

#### Competizioni nazionali
- Coppa di Polonia: 1

Legia Varsavia: 2017-2018
- Campionato polacco: 1

Legia Varsavia: 2017-2018